# Renault 7
La Fasa-Renault 7 (ou Siete) est un dérivé tricorps de la citadine Renault 5 produit et commercialisé sur le marché espagnol de 1974 à 1982.

## Présentation

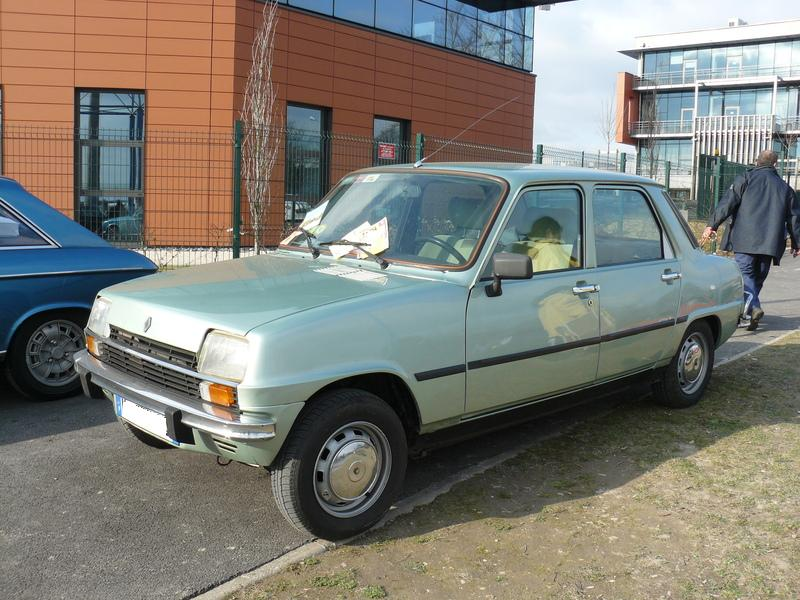
Renault 7 TL

Sa carrosserie, qui est basée sur la plate-forme de la Renault 5, s'en différencie par son architecture tricorps avec une malle arrière (4 portes), et ses pare-chocs métalliques. Produite de 1974 à 1982, elle fut d'abord commercialisée sous le nom Siete (sept en espagnol) avant d'être rebaptisée 7 en 1979 lors d'un léger restylage.

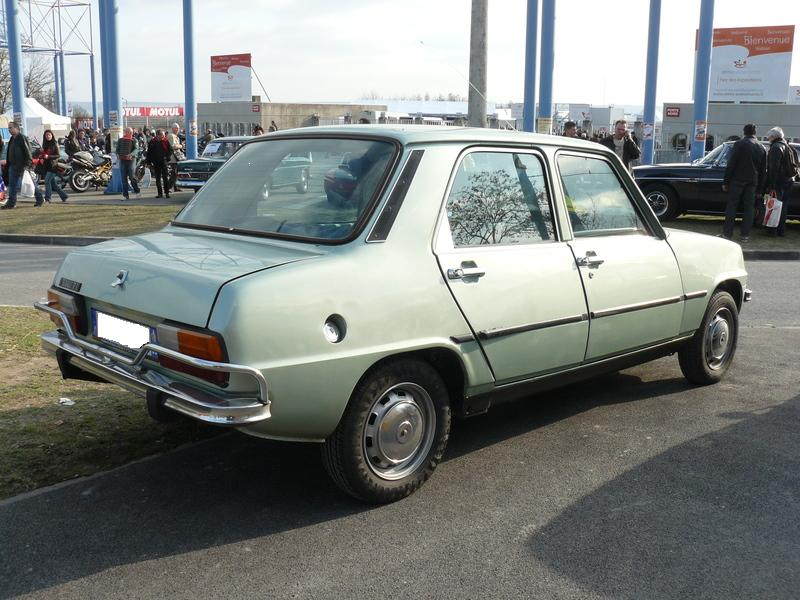
Arrière

Équipée d'un « moteur Cléon-Fonte » de 1 037 cm3 développant 50 ch pour une vitesse maximale de 132 km/h et une consommation de 6 litres aux 100 km, elle était proposée uniquement en finition TL.
En 1980, une finition GTL un peu mieux finie est apparue, elle bénéficiait d'un « moteur Cléon-Fonte » de 1 108 cm3 de 47 ch.
La Super 5, qui succède à la Renault 5, n'aura pas de déclinaison tricorps car il y avait la Renault 9. Il faudra attendre la Clio II pour avoir une citadine Renault déclinée en tricorps, sur le marché turc (entre autres), qui sera nommée Symbol, Thalia, ou encore Clio Classic selon le pays.

## Production
Production totale de la Renault 7/Siete :
|       | R-7    | R-7 TL  | R-7 GTL |
| ----- | ------ | ------- | ------- |
| 1974  | 1 152  |         |         |
| 1975  | 14 093 | 12 416  |         |
| 1976  | 19     | 28 070  |         |
| 1977  |        | 30 322  |         |
| 1978  |        | 27 269  |         |
| 1979  |        | 22 939  |         |
| 1980  |        | 8 462   | 5 872   |
| 1981  |        |         | 6 513   |
| 1982  |        |         | 2 406   |
| Total | 15 264 | 129 478 | 14 791  |

- L'univers de la Siete